# Ормениш
Ормениш (рум. Ormeniș; нем. Ermesch; венг. Ürmös) — коммуна в жудеце Брашов, Трансильвания, Румыния. Состоит из одной деревни Ормениш. В него также входила деревня Огюстен до 2005 года, когда эта деревня была выделена в отдельную коммуну.
Коммуна расположена в северо-восточной части уезда, в 45 км (28 миль) к северу от уездного центра Брашова. Он расположен на левом берегу реки Олт, которая образует границу с графством Ковасна на востоке и на севере. Он граничит с коммуной Апаца на юге и коммуной Ракош на западе.
Железнодорожный вокзал Ормениш обслуживает линию 300 сети CFR, которая соединяет Бухарест с венгерской границей недалеко от Орадя.

## Население
По переписи 2011 года в коммуне проживает 1976 человек, из которых 43,3% составляли цыгане, 39,3% венгры и 17,3% румыны.